# Ourapteryx pseudebuleata
Ourapteryx pseudebuleata là một loài bướm đêm trong họ Geometridae.